# Yuhina occipitalis
La yuhina ventrirrufa (Yuhina occipitalis) es una especie de ave paseriforme de la familia Zosteropidae propia de las montañas del sur de Asia.

## Distribución y hábitat
Se encuentra en el Himalaya oriental y las montañas que se extienden hacia el este, distribuido por el norte de la India, Bután, Nepal, Tíbet, Birmania. Su hábitat natural son los bosques de montaña subtropicales húmedos.